# Liban aux Jeux olympiques d'été de 1952
Le Liban participe aux Jeux olympiques d'été de 1952 qui se déroulent à Helsinki, en Finlande. C’est la seconde participation de ce pays à des Jeux olympiques. En dépit d’une délégation limitée à neuf athlètes concourant dans seulement quatre sports, les Libanais parviennent à rapporter d’Helsinki une médaille en argent et une autre en bronze, toutes deux en lutte gréco-romaine. Ils intègrent ainsi le tableau des médailles final en 32e position.

## Tous les médaillés
| Sport                  | Discipline                                | Sportifs       |
| Médailles d'argent : 1 |                                           |                |
| Lutte                  | lutte gréco-romaine Poids coq, 52 - 57 kg | Zakaria Chihab |

| Sport                   | Discipline                                      | Sportifs    |
| Médailles de bronze : 1 |                                                 |             |
| Lutte                   | lutte gréco-romaine Poids mi-moyens, 67 - 73 kg | Khalil Taha |